# Konzulat Republike Slovenije v Salzburgu
Konzulat Republike Slovenije v Salzburgu je diplomatsko-konzularno predstavništvo (konzulat) Republike Slovenije s sedežem v Salzburgu (Avstrija); spada pod okrilje Veleposlaništvu Republike Slovenije v Avstriji.
Trenutni častni konzul je Bertl Emberger.